# Robert W. Bonynge
Robert William Bonynge (8 de septiembre de 1863 - 22 de septiembre de 1939) fue abogado en Denver y Nueva York. Fue representante de los Estados Unidos por Colorado, miembro de la Comisión Monetaria Nacional y de la Comisión Tripartita de Reclamaciones. Fue consejero jefe de la Comisión Industrial del Estado de Nueva York.

## Educación y vida tempranas
Hijo de Robert y Susan (Burchell) Bonynge, nació en la ciudad de Nueva York y asistió a escuelas públicas. Se licenció en el College of the City of New York en 1882 y posteriormente obtuvo un máster. Se graduó en la Facultad de Derecho de Columbia, en la ciudad de Nueva York, y fue admitido en el colegio de abogados en 1885. Fue miembro de la fraternidad Delta Kappa Epsilon.

## Carrera
Comenzó a ejercer la abogacía en la ciudad de Nueva York. Se trasladó a Denver, Colorado, en 1888 y se colegió en Colorado y continuó con el ejercicio de la abogacía, con su bufete de abogados, Bonynge & Hatheway, y Bonynge & Warner. Su despacho estaba en el Equitable Building.
Republicano, fue miembro de la Cámara de Representantes de Colorado en 1893 y 1894. De 1894 a 1896, fue miembro de la Junta de Indultos de Colorado. En 1900 fue candidato sin éxito a las elecciones del 57.º Congreso. En 1902, los hombres de confianza Sam y Lou Blonger participaron en el fraude electoral de Bonynge.
Bonynge impugnó con éxito la elección para el 58.º Congreso de John F. Shafroth, y sirvió el resto del mandato. Fue reelegido como republicano para el Quincuagésimo Noveno y el Sexto Congreso, y sirvió desde el 16 de febrero de 1904 hasta el 3 de marzo de 1909. En 1908 se presentó sin éxito a la reelección para el 61.er Congreso.
Fue miembro de la Comisión Monetaria Nacional de 1908 a 1912. Habló sobre la reforma monetaria en todo el país en 1912. Reanudó el ejercicio de la abogacía en Denver, Colorado. Se trasladó a la ciudad de Nueva York en noviembre de 1912 y siguió ejerciendo la abogacía con su hermano Paul; su bufete era Bonynge & Bonynge. Fue consejero jefe de la Comisión Industrial del Estado de Nueva York de 1916 a 1918.
Fue nombrado agente de Estados Unidos ante la Comisión Mixta de Reclamaciones (Estados Unidos y Alemania) en 1923 y ante la Comisión Tripartita de Reclamaciones (Estados Unidos, Austria y Hungría) en 1927. Resolvió las reclamaciones contra Alemania para compensar las pérdidas de 114 estadounidenses que murieron en el hundimiento del Lusitania en mayo de 1915. En 1930, resolvió 24.000 reclamaciones por un total de más de 300.000 dólares. El New York Times afirmó que logró "poner orden en el caos que dejó la Guerra Mundial".
Catorce años después de la explosión de Black Tom (1916), tras años de afirmar que Alemania era la culpable de la explosión, presentó su demanda contra Alemania por esa explosión y por una explosión en Kingsland, Nueva Jersey. Pidió un total de 40 millones de dólares por daños y perjuicios. Alemania ganó el caso. Apeló el caso y en 1937 Alemania fue declarada culpable. En 1939 el City College le concedió la medalla Townsend Harris.

## Vida personal
El 20 de enero de 1886 se casó con Mary Alida Riblet en la ciudad de Nueva York. Su padre era el coronel William H. Riblet. La pareja tuvo un hijo, que murió poco después de su nacimiento en Denver, Colorado. Mary viajó al extranjero con su marido como parte de sus obligaciones. Tenían un apartamento en Nueva York con vistas a Central Park.
Era miembro de Woodsmen of the World, Masonic Temple, Knights Templar, del Royal El Jebel Shrine y Elks. En Nueva York, fue miembro de varias organizaciones. La pareja vivía en el Hotel Bretton Hall. Era episcopaliano.
Su esposa falleció el 8 de agosto de 1937 y estableció un monumento en su nombre en el New York Community Trust. Murió en Nueva York el 22 de septiembre de 1939 y fue enterrado en el Cementerio de Woodlawn.